# L'Imprésario de Smyrne
L'Imprésario de Smyrne (L'impresario delle Smirne) est une pièce de théâtre en 5 actes de Carlo Goldoni écrite en 1759 et jouée la même année à Venise.
L'action se déroule à Venise.

## Résumé
Ali, un riche marchand turc établi à Smyrne, décide de présenter un opéra dans son coin de pays.  Il se rend donc à Venise afin de recruter les artistes et les artisans qui participeront à son projet.  Son arrivée à Venise ne passe pas inaperçue.  Entre imprésarios véreux et divas capricieuses, Ali n'est pas au bout de ses peines.  

## Création
L'Imprésario de Smyrne a été présenté pour la première fois à Venise le 26 décembre 1759 et connait neuf représentations. Cette version originale était écrite en vers.  Par la suite, Goldoni a retranscrit sa pièce en prose.  

## Redécouverte
Un temps oubliée, la pièce a été redécouverte par Luchino Visconti au cours des années 1950.  Sa mise-en-scène de L'Impresario de Smyrne a notamment été présentée à Paris, au Théâtre des Nations, en 1957.